# Paralcis albistigma
Paralcis albistigma är en fjärilsart som beskrevs av James John Joicey och Talbot 1917. Paralcis albistigma ingår i släktet Paralcis och familjen mätare. Inga underarter finns listade i Catalogue of Life.